# Санкт-Петербургский государственный университет низкотемпературных и пищевых технологий
Санкт-Петербургский государственный университет низкотемпературных и пищевых технологий — государственное общеобразовательное учреждение высшего профессионального образования, действовавшее с 1931 по 2011 годы.
Университет во многом являлся наследником Императорского коммерческого училища, корни которого уходят в 1772 год. В 2011 году вуз с его шестью факультетами был присоединён к Университету ИТМО как Институт холода и биотехнологий. На тот момент в нём числилось 6500 студентов, 82 преподавателей, среди которых были доктора наук, профессора. В 2015 году Институт был окончательно расформирован: на его базе были созданы факультет холодильной, криогенной техники и кондиционирования и факультет пищевых биотехнологий и инженерии университета ИТМО.

## История

### 1931—1941
Постановлением Совета Народных Комиссаров (СНК) СССР от 31 мая 1931 года было решено создать Ленинградский учебный механико-технологический холодильный комбинат (ЛУМТХК) в здании бывшего Императорского коммерческого училища, в котором после революции располагалась вечерняя школа.
В дореволюционной России отдельные факультативные курсы и дисциплины, связанные с подготовкой специалистов по холодильной технике, читались в ряде высших и средних учебных заведений: Петербургском техническом институте; Петербургском, Киевском и Томском политехнических институтах; Императорском техническом училище и самом Санкт-Петербургском Императорском коммерческом училище. Так, в 1930 году выпуск специалистов в СССР по этому профилю составил 100 человек.
Комбинат расположился в здании, построенном в 1871 году к 100-летию Императорского коммерческого училища. В создании, установлении и развитии ЛУМТХК важную роль сыграл нарком снабжения Анастас Микоян. Новое учебное заведение объединило рабфак, техникум и институт. Занятия в ЛУМТХК начались осенью 1931 года, тогда на всех курсах обучалось 440 студентов.
В 1934 году рабфак и техникум были выведены в самостоятельные учебные заведения, а вуз стал называться Ленинградским институтом холодильной промышленности (ЛИХП).
Ещё 8 июля 1931 года постановлением СНК СССР в Пушкине был создан Ленинградский институт инженеров молочной промышленности (ЛИИМП). В 1938 году Наркомат мясной и молочной промышленности, в ведении которого находились ЛИХП и ЛИИМП, изменил перечень специальностей, в ЛИХП тоже начали готовить специалистов и по молочной промышленности, а название ЛИИМП изменилось — Ленинградский химико-технологический институт молочной промышленности (ЛХТИМП).

### 1941—1945
24 июня 1941 года группа студентов была направлена на строительство аэродрома. 25 июня был сформирован мобильный отряд, основной задачей которого была борьба с диверсантами, парашютистами. 29 июня ещё один отряд влился во Фрунзенский добровольческий полк. В здании института разместились штаб 1-го стрелкового полка 3-й дивизии народного ополчения Фрунзенского района.
В годы ВОВ преподаватели и студенты воевали, рыли противотанковые рвы, спасали здание института от снарядов и зажигательных бомб. В институтах были выполнены задания по разработке искусственного горючего для танков, для работы двигателей при низких температурах (И. И. Левин, Л. М. Розенфельд, Н. Н. Кошкин), изотермического контейнера для перевозки крови, холодильной установки для испытания образцов новой военной техники (И. И Левин, А. П. Добровольский), способ защиты валеной обуви от промокания (Е. В. Флеров), технология получения соевого молока и шрота для детей и раненых (Е. П. Данини, С. В. Паращук, П. Г. Романков), рецепт блокадного хлеба (М. И. Княгиничев), разработаны заменители муки.
В марте 1942 ЛИХП был эвакуирован в Кисловодск, потом в Семипалатинск, где находился до июня 1944. ЛХТИМП продолжал работать в г. Чаше (Курганская обл.). В 1944 оба института вернули в старые здания в Чернышев пер., 9.
Обучение в годы войны и сразу после продолжалось, с 1941 по 1947 ЛИХП выпустил 1462 инженера, ЛХТИМП — 1270.

### 1945—2011
В период сталинских пятилеток была создана крупная механизированная пищевая промышленность, в том числе с помощью ЛИХП произведено техническое переоснащение отраслей, занимающихся производством скоропортящихся продуктов: мясной, молочной, птице-яичной, рыбной, плодоовощной и др. Кроме того, вузовские холодильные установки применялись в горном деле для замораживания почвы при проходе водоносного слоя грунта в шахтах, тоннелях. Например, использовались при строительстве Московского и Ленинградского метрополитена. Искусственное охлаждение и системы кондиционирования применялись в оборонной промышленности.
В 1947 году ЛИХП и ЛХТИМП были объединены, новое общее название — Ленинградский институт холодильной и молочной промышленности (ЛИХиМП).
Были образованы два факультета: механический и технологический. В 1949 году добавился холодильный факультет.
В 1953 году вуз переименован в Ленинградский технологический институт холодильной промышленности.
С 1957 по 1993 год действовал вечерний факультет, с 1966 года — заочный. В 1968 году создан факультет повышения квалификации инженерно-технических и руководящих кадров, в 1975 году — ещё три факультета: холодильной техники, криогенной техники и кондиционирования воздуха. В 1980 году факультеты криогенной техники и кондиционирования были объединены в один, который так и стал называться. В 1996 в него был выделен факультет экономики и менеджмента.
В 1981 году указом Верховного Совета СССР ЛТИХП был награждён орденом Трудового Красного Знамени. В 1991 году был переименован в Санкт-Петербургский ордена Трудового Красного Знамени технологический институт холодильной промышленности, в 1993 — в Санкт-Петербургский технологический институт холодильной промышленности. В 1994 приказом Госкомвуза России вуз стал Санкт-Петербургской государственной академией холода и пищевых технологий (СПбГАХиПТ), а в 1999 присвоен статус государственного университета, название сменилось на Санкт-Петербургский государственный университет низкотемпературных и пищевых технологий (СпбГУНиПТ).
В 1993 году на базе института была основана Академия холода, правопреемницей которой является Международная академия холода (МАХ), зарегистрированная в 1995.

### Учебный процесс
В 1997 году в вузе была начата подготовка по специальности «Технология мяса и мясных продуктов». В 2002 была получена лицензия и начата подготовка специалистов по специальностям «Пищевая биотехнология» и «Охрана окружающей среды и рациональное использование природных ресурсов».
Результаты исследований университета были применены при сооружении и эксплуатации объектов на Красноярской, Саяно-Шушенской и Ангарской ГЭС, ГЭС на реке Хуанхе в Китае.
В 2003 году СПбГУНтПТ входил в десятку вузов с наиболее высоким конкурсом — 2,14 человека на место.
Вуз имел более 170 договоров с предприятиями Санкт-Петербурга, Ленинградской области и других регионов. Практику студенты проходили в пивоваренной компании «Балтика», на Хлебозаводе Московского района, в «Норильском никеле», заводе фирмы BSH Hausgeräte, хлебозаводах компании «Каравай», мясокомбинате «Парнас-М», Кондитерской фабрике имени Крупской.
В 2008 году преподавателям СПбГУНиПТ Цветкову Олегу Борисовичу и Ермакову Борису Сергеевичу были присуждены премии Правительства Российской Федерации в области науки и техники.
В 2011 году в университете обучалось порядка 6500 студентов и аспирантов, в составе преподавателей — 82 доктора наук, профессора. Всего за 80 лет (с 1931 по 2011) в вузе подготовлено около 43 тыс. специалистов.
Официальным научным журналом вуза был «Научный журнал СПбГУНиПТ», выходил с 2007 года. С 2013 года это «Научный журнал НИУ ИТМО», серия «Холодильная техника и кондиционирование». Электронное издание выходит 2 раза в год.

### Здания вуза
Изначально вуз занимал трёхэтажное здание, построенное к 100-летию Коммерческого училища, площадь которого 12 000 м2 и флигель с мастерскими — 350 м2. В 1965 был пристроен учебный корпус № 3 площадью 4026 м2, в 1967 году введён в эксплуатацию расселённый и переделанный под лабораторный комплекс трёхэтажный жилой дом площадью 590 м2. В 1972 закончено строительство нового учебно-лабораторного комплекса (900 м2). В конце 1976 началось строительство главного учебного корпуса площадью 10000 м2. Эти все здания составляют единый учебный комплекс и расположены на ул. Ломоносова, д. 9 (разные литеры).
Для размещения иногородних студентов имелось общежитие на 500 мест в Яковлевском пер., 7. При необходимости дополнительно арендовалось ещё несколько зданий общежитий.

## Присоединение к ИТМО
В 2011 году по президентской инициативе в Санкт-Петербурге началось объединение высших учебных заведений. Указ, в котором говорится о реструктуризации неэффективно работающих государственных вузов, был подписан президентом Владимиром Путиным в день инаугурации, 7 мая 2012 года

Мы объединили вузы, которые не смогли преодолеть пороговые значения по 4 критериям из 5, в группу вузов с признаками неэффективности.— Дмитрий Ливанов, министр образования и науки РФ
18 августа 2011 года СПбГУНиПТ вошёл в состав Университета ИТМО. Все учащиеся СПбГУНиПТ, с их согласия, были переведены в ИТМО.
Изначально присоединённый вуз в структуре ИТМО сохранил все структурные подразделения, но получил название Институт холода и биотехнологий. Это решение было принято учёным советом самого вуза. Ректор СПбГУНиПТ получил должность директора, а институт получил достаточно большую степень автономности.
В октябре 2012 года на территории института планировалось создание коммуникационного центра «Сколково», но до реализации не дошло.
1 октября 2014 года в рамках VII Петербургского инновационного форума состоялось подписание партнерского соглашения между компанией United Elements Engineering и Университетом ИТМО. А 24 сентября при поддержке этой компании в институте официально открылась кафедра, специализирующаяся на промышленной климатотехнике. Заведующий кафедрой — технический директор компании.
В 2015 году была проведена радикальная реформа: из двух факультетов института — криогенной техники и кондиционирования и холодильной техники — был образован факультет холодильной, криогенной техники и кондиционирования, из двух других — создан новый факультет пищевых биотехнологий и инженерии. Сам Институт холода и биотехнологий прекратил своё существование.

## Хронология названий
- 1931—1934 — Ленинградский учебный механико-технологический холодильный комбинат
- 1934—1947 — Ленинградский институт холодильной промышленности
- 1947—1953 — Ленинградский институт холодильной и молочной промышленности
- 1953—1991 — Ленинградский технологический институт холодильной промышленности
- 1991—1993 — Санкт-Петербургский ордена Трудового Красного Знамени технологический институт холодильной промышленности
- 1993—1994 — Санкт-Петербургский технологический институт холодильной промышленности
- 1994—1999 — Санкт-Петербургская государственная академия холода и пищевых технологий
- 1999—2011 — Санкт-Петербургский государственный университет низкотемпературных и пищевых технологий
- 2011—2015 — факультет «Институт холода и биотехнологий» Университета ИТМО
- с 2015 — два факультета ИТМО: «холодильной, криогенной техники и кондиционирования» и «пищевых биотехнологий и инженерии»